# Darevskia unisexualis
Darevskia unisexualis este o specie de șopârle din genul Darevskia, familia Lacertidae, ordinul Squamata, descrisă de Darevsky 1966. A fost clasificată de IUCN ca specie cu risc scăzut. Conform Catalogue of Life specia Darevskia unisexualis nu are subspecii cunoscute.